# Лесной 197-й пехотный полк
197-й пехотный Лесной полк — пехотная воинская часть Русской императорской армии.
Старшинство: 16 мая 1803 года.
Полковой праздник: 30 августа, день перенесения мощей св. благоверного и великого князя Александра Невского.

## Формирование и кампании полка
Полк сформирован 20 февраля 1910 г. из Свеаборгского крепостного пехотного полка и 1-го батальона 225-го пехотного резервного Лесного полка, причём полку присвоено старшинство с 16 мая 1803 г.
Полку было оставлено знамя с надписью «За отличие в войне против французов в 1812,1813 и 1814 гг.», с юбилейной Александровской лентой, пожалованное 16 мая 1903 г. Свеаборгскому крепостному пехотному полку.
Части, вошедшие в состав Лесного полка, имеют следующую хронику:
Свеаборгский крепостной пехотный полк сформирован 16 мая 1803 г. в составе трёх батальонов, под названием Петровского мушкетёрского полка. В Шведскую войну 1808 г. Петровцы входили в состав Вазаскаго отряда графа Каменского 2-го и получили боевое крещение 13 и 26 июня в боях при Вазе и Лаппо. Находясь затем в авангарде Кульнева, полк принял участие в сражениях при Куортане и Оровайсе. В следующем году полк участвовал в составе корпуса князя Багратиона в зимнем походе на Аландские острова. 22 февраля 1811 г., при переформировании русской армии, полк был назван Петровским пехотным полком. Во время Отечественной войны 1812 года Петровцы находились в Финляндии в корпусе генерала Штейнгеля и были направлены 26 августа в Ригу для обеспечения Курляндии от корпуса Макдональда. В конце 1812 г. полк присоединился к корпусу Витгенштейна и после переправы через Неман принял участие в осаде Данцига. 29 апреля Петровцы поступили в состав корпуса барона Винцингероде, находившегося в Северной армии, и в Заграничной кампании 1813—1814 гг. участвовали в сражениях при Денневице, Лейпциге и Краоне.
28 января 1833 г. к полку был присоединён 2-й батальон 45-го егерского полка. Батальон этот передал Петровскому полку знаки на кивера с надписью «За отличие», пожалованные 19 ноября 1814 г. 45-му егерскому полку за войну с французами.
3 июля 1835 г. из 7, 8, 11 и 12-й рот Петровского полка был сформирован Финляндский линейный № 5 батальон, которому, взамен знаков на кивера, пожалована была надпись на знамя: «За отличие в войне против французов в 1812, 1813 и 1814 гг.». Во время Восточной войны батальон был разделён 17 октября 1854 г. на два Финляндских линейных №№ 7 и 8 батальона, которые находились в Свеаборге в прикрытии батарей во время бомбардирования крепости союзным флотом 28—30 июля 1855 г. 21 сентября 1856 г. батальоны №№ 7 и 8 снова были соединены вместе и составили Финляндский линейный № 3 батальон, который был переформирован 28 апреля 1863 г. в трёхбатальонный Свеаборгский крепостной полк.
31 августа 1878 г. 1-й батальон полка был переформирован в 9-й резервный пехотный кадровый батальон, названный 10 марта 1889 г. Свеаборгским крепостным пехотным батальоном. 31 марта 1900 г. батальон был переформирован в Свеаборгский крепостной пехотный полк.
225-й пехотный резервный Лесной полк сформирован в Минске 17 января 1811 г. из Бобруйского гарнизонного батальона, в составе двух рот, под названием Минского внутреннего губернского полубатальона, который 27 марта 1811 г. был переформирован в трёхротный батальон. 4 июля 1816 г. батальон получил название Минского внутреннего гарнизонного батальона и приведён в четырёхротный состав. В 1864 г. батальон наименован Минским губернским батальоном, а затем назван 26 августа 1874 г. Минским местным батальоном. 31 августа 1878 г. батальон назван 23-м резервным пехотным кадровым батальоном. 18 марта 1880 г. батальону пожаловано простое знамя. 25 марта 1891 г. батальону присвоено наименование Лесного резервного батальона, в память победы русских над шведами 28 сентября 1708 г. при деревне Лесной. 26 мая 1899 г. к наименованию батальона присоединен № 225. 26 декабря 1903 г. батальон переформирован в двухбатальонный резервный полк.

## Командиры полка
- 12.01.1901[1] — 9.11.1906[2] — полковник фон Ферген, Николай Генрихович
- 02.12.1906 — 31.12.1908[3] — полковник (с 1.04.1907 генерал-майор) Красильников, Николай Иванович
- 18.01.1909 — 28.06.1910[4] — полковник Ольшевский, Каэтан-Болеслав Владиславович
- 18.06.1910[5] — 10.05.1914 — полковник Тепфер, Николай Карлович[6]
- 05.06.1914 — 18.08.1914[7] — полковник Васильев, Виктор Николаевич
- 23.08.1914 — 10.11.1915 — полковник Гиссер, Георгий Георгиевич
- 11.11.1915 — 28.08.1916 — полковник де Скалон, Михаил Антонович (отчислен в резерв за болезнью)
- 28.08.1916 — 28.12.1916 — полковник Сахаров, Александр Владимирович (скончался в должности)

## Известные люди, служившие в полку
- Данкерс, Оскарс — генерал латвийской армии, сотрудник Рейхскомиссариата Остланд
- Савельев, Николай Петрович — генерал-майор Генштаба